# Can Atilla
Can Atilla (født 26. februar 1969 i Ankara, Tyrkiet) er en tyrkisk komponist, violinist og pianist.
Atilla studerede komposition og violin på Musikkonservatoriet i Ankara (1980-1990). Han har skrevet to symfonier, orkesterværker, elektronisk musik, filmmusik, new agemusik, sceneværker, koncertmusik etc. Atilla er mest kendt for sin elektroniske musik, hvor han er en pioner i Tyrkiet. Han komponere også traditionel tyrkisk popmusik, og har også skrevet musik til tv-serier.

## Udvalgte værker
- Symfoni nr. 1 "St. Florian" (2002) - for orkester
- Symfoni nr. 2 Gallipoli ("regiment 57") (2015) - for orkester
- "Alle" (2003) - for orkester
- "St. Florian" "Til minde om Anton Bruckner" (2001) - (dramatisk tonedigt for stort orkester og orgel
- "Legender" (1997) - for orkester